# امین الحافظ
امین الحافظ (۱۲ نوامبر ۱۹۲۱ – ۱۷ دسامبر ۲۰۰۹)، از ۱۲ نوامبر ۱۹۶۳ تا ۱۳ مه ۱۹۶۴ و نیز از ۴ اکتبر ۱۹۶۴ تا ۲۳ سپتامبر ۱۹۶۵ نخست‌وزیر سوریه بود.

## زندگی
الحافظ در حلب زاده شد. او در سال ۱۹۵۸ به عنوان رهبر یک هیئت ارتش سوریه با جمال عبدالناصر دیدار کرد. این دو کشور در فوریه همان سال در جمهوری متحد عربی متحد شدند و الحافظ به قاهره فرستاده شد. این اتحاد پس از قیام سوریه در سپتامبر سال ۱۹۶۱ به‌هم خورد و الحافظ به عنوان وابسته نظامی به سفارت سوریه در آرژانتین فرستاده شد.

## رسیدن به قدرت
کودتای ۱۹۶۳ سوریه، رهبری کمیته نظامی، الحافظ را به مردم و جامعه معرفی کرد. شورای ملی فرماندهی انقلاب (NCRC) بعد از کودتا به ارگان عالی کشور تبدیل شد. NCRC تحت سلطه شاخه سوری رادیکال قرار گرفت، الحافظ رئیس‌جمهور سوریه شد، اصلاحات سوسیالیستی را تأسیس کرد و کشور خود را نسبت به بلوک شرق راهنمایی کرد.